# Hrvatski sokol Petrinja
Hrvatski sokol Petrinja bilo je hrvatsko športsko društvo koje je djelovalo tijekom prva dva desetljeća 20. stoljeća kao dio Hrvatskog sokola. Ideja sokolstva, zasnovana u duhu zbližavanja slavenskih naroda proširila se Hrvatskom, a time i stigla u Petrinju gdje su sokolske ideje udruživanja Slavena u športu, bratstvu i jednakosti, kojom se stvara svijest o nacionalnoj pripadnosti i nacionalnom ponosu, promicali Petrinjski intelektualci.

## Osnivanje društva
Sokolsku misao u Petrinji početkom 20. stoljeća ponajviše promiču prof.dr. R. Horvat, prof. Stjepan Križanić i učitelj Lovro Matagić. Osnovačka skupština, uz nazočnost velikoga broja građana, održana je u svratištu "Tri gavrana" 29. srpnja 1906. godine. Dr. R. Horvat upoznao je prisutne s povijesnim razvojem sokolstva i naglasio da je "u našoj domvini osnovna svrha gojiti i promicati tjelovježbu... radi podizanja tjelesne i moralne snage hrvatskoga naroda." Nakon prihvaćanja Pravila društva u prvi upravni odbor "Hrvatskoga sokola" u Petrinji izabrani su:

## Rad društva
početkom 1907. na prijedlog R. Horvata, unutar društva osnivaju se dva odjela za sokolski pomladak, posebno ženski i muški. Prva javna vježba održana je u školskom dvorištu realne gimnazije 1097. godine.
Od 1. listopada 1918. vođa "Hrvatskog sokola" je Stanko Gnjatović, učitelj tjelovježbe. Obučava članove društva u mačevanju, a svaki "mačevalac si imade sam mač pribaviti, dok ostale rekvizite dobiva od društva..."
Tijekom 1924. unutar Društva osnovan je "Hrvatski konjanički sokol" koji je u ljetnim mjesecima organizirao "jahačku školu". Školu su osim članova mogli pohađati i drugi građani. Budući da je u kraljevini Jugoslaviji, krajem 20-ih godina 20. stoljeća zabranjen rad svih hrvatskih društava, raspušten je i petrinjski "Hrvatski sokol" na sjednici 16. prosinca 1929., a članovi su mogli svoj rad nastaviti u "projugoslavenskom Sokolskom društvu Petrinja".